# Ulrich I. (Istrien-Krain)
Graf Ulrich I. (Udalrich I.) († 6. März 1070) aus dem Hause Weimar-Orlamünde war Markgraf von Krain (1050/58–1070), Markgraf von Istrien (1045/60–1070) und Graf von Weimar (1067–1070). Manche Quellen bezeichnen ihn auch als „Markgrafen von (Unter-)Kärnten“.

## Leben und Wirken
Ulrichs Vater war Poppo I. von Weimar, seine Mutter Hadamut von Istrien († nach 1040), die Tochter des Grafen Werigand von Istrien-Friaul und der Willibirg, Tochter des Sieghardinger Grafen Ulrich von Ebersberg († 1029).
Im Kampf um das Erbe der Grafen von Ebersberg, die 1045 mit Adalbero II. von Ebersberg ausgestorben waren, konnte Ulrich sich nicht gravierend durchsetzen (12. Juli 1045 Erbverhandlungen unter Anwesenheit von König Heinrich III. auf der Burg Persenbeug, mit Einsturzunglück). Auch in Thüringen sollte sich erst sein Sohn Ulrich II. nach 1090 wieder etablieren können.
Sein Vetter Wilhelm IV. war mit Sophia von Ungarn († 1095) verlobt, der Tochter des Ungarnkönigs Béla I., starb aber 1062, als er seine Braut heimholen wollte; Ulrich trat an seine Stelle und heiratete die Arpadentochter (Sophia ... cuidam de Carinthia copulata).
Ulrich, der Salier-Stütze war und ein gutes Verhältnis zu Ungarn hatte, vergrößerte sein istrisches Herrschaftsgebiet 1063 bis Fiume („Meranien“); seine Gegner waren Aquileia und Venedig.
1064 verlieh König Heinrich IV. Ulrich zusätzlich 20 Königshufen in Istrien (Štih).
1067 starb sein Vetter Otto I. und Ulrich beerbte ihn nominell als Graf von Weimar.
Nach Ulrichs Tod 1070 dürfte Graf Markwart IV. von Eppenstein – als mit den Ebersbergern verwandt – die Vormundschaft über Ulrichs Kinder geführt und auch die Markgrafschaften geleitet haben.

## Nachkommen
Aus seiner Ehe mit Sophia von Ungarn († 18. Juni 1095) stammen folgende Kinder:
- Ulrich II. († 13. Mai 1112) ⚭ Adelheid von Thüringen († 1146), Tochter von Graf Ludwig dem Springer, verstoßen
- Poppo II. († 1098), Markgraf von Istrien (1096–1098), ⚭ Richgard/Richardis († um 1130), Tochter von Engelbert I. von Spanheim († 1096)
- Rich(g)ardis ⚭ I) Graf Ekkehardt I. von Scheyern (*?; † nach 1101);  ⚭ II) Graf Otto II. von Scheyern (*?; † 1120), Bruder ihres ersten Gemahls
- Adelheid (* um 1065; † 1122), 1. ⚭ Friedrich II. Domvogt von Regensburg († 1080/96), 2. ⚭ Udalschalk I. Graf im Lurngau (* um 1050; † 1115)
- Walburga